# Hemidactylus granchii
Hemidactylus granchii är en ödleart som beskrevs av  Lanza 1978. Hemidactylus granchii ingår i släktet Hemidactylus och familjen geckoödlor. Inga underarter finns listade i Catalogue of Life.